# Cantone di Saint-Jean-de-Daye
Il Cantone di Saint-Jean-de-Daye era una divisione amministrativa dell'arrondissement di Saint-Lô, situata nel dipartimento della Manche e nella regione della Basse-Normandie.
È stato soppresso a seguito della riforma complessiva dei cantoni del 2014, che è entrata in vigore con le elezioni dipartimentali del 2015.
Comprendeva i comuni di:
- Amigny
- Cavigny
- Les Champs-de-Losque
- Le Dézert
- Graignes-Mesnil-Angot
- Le Hommet-d'Arthenay
- Le Mesnil-Véneron
- Montmartin-en-Graignes
- Pont-Hébert
- Saint-Fromond
- Saint-Jean-de-Daye
- Tribehou